# Odontothrips intermedius
Odontothrips intermedius är en insektsart som först beskrevs av Jindřich Uzel 1895.  Odontothrips intermedius ingår i släktet Odontothrips, och familjen smaltripsar. Arten är reproducerande i Sverige.